# Cerura iberica
Cerura iberica é uma espécie de insetos lepidópteros, mais especificamente de traças, pertencente à família Notodontidae.
A autoridade científica da espécie é Templado & Ortiz, tendo sido descrita no ano de 1966.
Trata-se de uma espécie presente no território português.